# Neoclytus regularis
Neoclytus regularis är en skalbaggsart som beskrevs av Louis Alexandre Auguste Chevrolat 1861. Neoclytus regularis ingår i släktet Neoclytus och familjen långhorningar.
Artens utbredningsområde är Venezuela. Inga underarter finns listade i Catalogue of Life.